# Шамил
Имам Шамил (1797, Дагестан, — 1871, Саудитска Арабия) е аварски политически и религиозен лидер на мюсюлманските племена от Северен Кавказ, лидер на антируската съпротива в кавказката война и третия имам на Кавказкия Имамат (1834—1859). Той е погребан по време на поклонение в светите места в Медина.